# Kid-E-Cats
Kid-E-Cats (Russo - Три Кота (Três gatos) é uma série de animação de TV russо  para crianças pré-escolares feita pela CTC Media e pelo Studio Metrafilms.
O desenho animado já foi lançado em 148 países no Nick Jr. desde o final de Novembro de 2017. Zig Zag RTP2

## Enredo
Três irmãos gatinhos moram em uma pequena cidade. Cookie, Pudding e Candy, como qualquer criança, gostam de brincar, comer doces e investigar o mundo ao seu redor. Todos os dias, sua mente curiosa leva os três gatinhos a novas aventuras. Com conselhos sábios de seus pais atenciosos, os gatinhos resolvem todos os problemas e tudo sempre termina bem. Com seus amigos Cupcake, Chase, Boris, Smudge, Mustard, Bow, Raisin and Dart, eles têm momentos divertidos e interessantes.
Muitos outros gatos vivem na cidade. Todos eles têm maneiras diferentes de fazer as coisas, mas sempre acabam entrando em comum acordo. Catspolis é uma cidade segura e pacífica, onde os gatinhos, sob os cuidados de seus pais, aprendem a pensar e tomar decisões, a ter empatia e a serem amigos.
Em todos os episódios, Cookie, Candy e Pudding se deparam com um problema que requer ação. Só que em vez de entrarem logo em ação, esses três amam sugerir soluções entusiasmadas e muitas vezes absurdas para os problemas: entrega de pizza em foguetes, esculturas de neve em ambientes fechados ou bicicletas com rolos a vapor.

## Personagens
Todos os personagens são gatos antropomórficos.
- Cookie (russo - Коржик [Shortbread]) - O gatinho mais inquieto e hiperativo. Ele é corajoso e o primeiro a propor ideias ousadas buscando apenas agir, ele não pode concentrar sua atenção em apenas uma coisa, e sua mente flui, saltando de uma proposta para outra. Ele curte esportes e jogos ao ar livre, como futebol e badminton, e gosta de arco e flecha, assim como sua avó. Ele é o filho do meio e usa camisa e chapéu de marinheiro.
- Pudding (russo - Компот [Compote]) - Um gatinho nerd, curioso e muito experiente para a sua idade. Ele lê muito, mas como é apenas um gatinho, seu conhecimento é puramente teórico. Ele coleciona quebra-cabeças, lê charadas e até venceu o pai no xadrez. Como diz seu nome, ele é um pouco gordinho. Ele gosta de doces e sempre guarda muitos deles nos bolsos. Ele é o filho mais velho da família, mas todo mundo cuida dele. É um pouco sensível e choroso. Usa uma roupa semelhante a um pijama.
- Candy (russo - Карамелька [Caramel]) - É a filha caçula da família, mas a mais sensata dos três. Ela é inteligente por natureza quando se trata de coisas práticas. Ela é bem menor que seus 2 irmãos mais velhos. No entanto, ela é mais madura e emocionalmente mais inteligente do que os meninos (e às vezes até mais que os adultos!). Tendo sabedoria mundana subconsciente, muitas vezes é Candy quem encontra uma saída pras situações difíceis. Imitando o bom exemplo da mãe, ela educa e reconcilia os irmãos. Sua frase-chave é "Eu sei o que fazer!".
- Papai é o pai dos Kid-E-Cats. Ele trabalha de doceiro na confeitaria e é sempre muito desajeitado.
- Mamãe é a mãe dos Kid-E-Cats. Ela está sempre cozinhando café da manhã, almoço e jantar. É campeã de xadrez.
- Vovó é a avó dos Kid-E-Cats. Ela gosta de cozinhar.
- Vovô é o avô paterno dos Kid-E-Cats.
- Muffin é o tio dos Kid-E-Cats. Ele é irmão do papai, e bem educado.
- Boris é um gato cinzento melancólico, amigo dos Kid-E-Cats. Ele gosta de cultura circense e de ser um palhaço.
- Cupcake é uma gata rosa, amiga dos Kid-E-Cats. Ela gosta de ser bela e de coisinhas lindas.
- Smudge é um gato preto gótico, amigo do Kid-E-Cats. Ele gosta da cor preta e de coisas assustadoras e horripilantes.
- Chase é um gato branco de mancha preta no rosto, amigo dos Kid-E-Cats. Ele gosta de cultura espacial.
- Dart é um gato vermelho, amigo dos Kid-E-Cats. Ele gosta de matemática. A famosa equação de Albert Einstein, E=MC2, é vista em sua camisa.
- Mustard é uma gata roxa gordinha, amiga dos Kid-E-Cats. Ela gosta de doces e é um pouco temperamental.
- Bow é um gato azul, amigo dos Kid-E-Cats. Ele gosta de música e contos de fadas.
- Raisin é um gato amarelo, amigo dos Kid-E-Cats. Ele gosta de pintar quadros.